# Daniel Marc Weinstock
Daniel Weinstock és un dels filòsofs canadencs més coneguts en l'àmbit de la teoria política i, més precisament, en qüestions ètiques referides al nacionalisme i als conflictes de justícia en els estats plurinacionals. Deixeble de Charles Taylor i de John Rawls, ha reflexionat en nombrosos llibres i articles sobre la integració de la diversitat cultural i moral en el marc de les societats democràtiques. Va formar part del grup de treball del Ministeri d'Educació al Quebec sobre religió a les escoles, i des de l'any 2003 dirigeix el Quebec’s Public Health Ethics Committee. Actualment és professor de dret a la Universitat McGill, on ensenya dret i filosofia. És també professor convidat a la Universitat Pompeu Fabra de Barcelona. Entre la seva obra destaca Philosophy in age of pluralism (Cambridge Univ. Press, 1994), Constitutionalizing the Right to Secede (Journal of Political Philosophy, 2001), Global Justice, Global Institutions (Univ. Calgary Press, 2007), Deliberative Democracy in Practice (Washington Press, 2010), Political Neutrality: a re-evaluation (Palgrave MacMillan, 2014).